# Eberhard Berenberg
Eberhard Friedrich Justus Heinrich Berenberg (* 24. Juni 1776 in Lauenburg; † 23. März 1844 in Hannover) war ein deutscher Buchdrucker, Inhaber der Berenbergschen Buchdruckerei und Verleger beispielsweise des Staats- und Adresskalenders für das Königreich Hannover.

## Leben
Geboren 1776 zur Zeit des Herzogtums Lauenburg als Sohn des in einem Doppelhaus am Hohlerweg in Lauenburg tätigen Hofbuchdruckers Johann Georg Berenberg und dessen Ehefrau aus erster Ehe, war der noch minderjährige Eberhard bereits 1785 zum Erben des Hauses der Berenbergschen Buchdruckerei (der früheren „Offizin)“ erklärt worden. Nach dem Tod des Vaters 1797 wurde Eberhard Berenberg im Alter von 25 Jahren 1801 zwar mündig, konnte sein Erbe jedoch aufgrund der sogenannten „Franzosenzeit“ nicht antreten, während der die Druckerei beschlagnahmt und der berenbergsche Faktor Johann Friedrich Freystatzky vor allem Formulare für das französische Militär drucken musste. Zum Broterwerb handelte der „sichtlich mit Berufsverbot belegte“ Berenberg zum Beispiel 1810 mit dem – ebenfalls unerlaubten – Verkauf von Schuhen. Erst nach der Neuordnung Kontinentaleuropas nach dem Wiener Kongress trat Eberhard Berenberg 1816 sein Erbe an, verkaufte sein Doppelhaus 1819 jedoch an „Major Meyer“ und verlegte die bis dahin 117 Jahre am Hohlerweg in Lauenburg tätige ehemalige „Pfeiffer-Berenbergsche Druckerei“ nun nach Artlenburg im Königreich Hannover.
Schon im Folgejahr 1820 verlegte Berenberg, aufgrund von „Spannungen mit dem Lüneburger Sternverlag“, seine Druckerei von Artlenburg nach Nienburg und nach wenigen Jahren schließlich 1824 nach Hannover. Ihm war offenbar zeitweilig der Lauenburger Buchdruckergeselle Wilhelm Rohwerder gefolgt, der – zu Wohlstand gekommen – sich 1831 eines der Lauenburger „Vierhäuser“ kaufte.
1836 war der Gewerbebetrieb des Verlegers und seiner Berenbergschen Buchdruckerei in der damaligen Georgstraße 19 untergebracht. Am 24. April 1838 ernannte Berenberg den Johann Friedrich Asseburg zum Faktor seiner Druckerei. Als im Jahr 1840 neben anderen auch die Berenbergsche Buchdruckerei in Hannover das Jubiläum der Buchdruck-Erfindung 400 Jahre zuvor durch Johannes Gutenberg feierte und der zu diesem Anlass gegründeten "Allgemeinen Sparkasse" der hannoverschen Buchdrucker beigetreten war, dichteten die „Gehülfen“ Berenbergs dem Drucker und Verleger ein längeres Gedicht, aus dem unter anderem hervorgeht, dass das "Haus" Berenbergs zuvor offenbar einen Brandschaden erlitten hatte und dass Berenbergs Ehefrau zumindest einen Sohn geboren hatte, dem die Gehilfen als potentiellen Nachfolger von Eberhard Berenberg schon vorab die Treue schworen.
Im Frühjahr 1844 starb Eberhard Berenberg. Seine Grabplatte findet sich auf dem Gartenfriedhof. Seine Witwe Ida Berenberg bewohnte laut dem Adressbuch der Stadt Hannover von 1849 seinerzeit noch die Theaterstraße 3. Das Druck- und Verlagshaus der Berenbergschen Buchdruckerei fand sich 1865 am Theaterplatz 1 in Hannover.